# 구정남재묘역
구정남재묘역(龜亭南在墓域)은 대한민국 경기도 남양주시 별내면 화접리에 있는, 조선 개국공신 남재(南在: 1351∼1419)의 묘역이다. 2002년 9월 16일 경기도의 문화재자료 제114호로 지정되었다.

## 개요
조선 개국공신 남재(南在: 1351∼1419)의 묘이다.

## 같이 보기
- 남재

## 참고 문헌
- 구정남재묘역 - 국가유산청 국가유산포털